# Castillo de Préjano
El Castillo de Préjano es una fortificación militar ubicada en la localidad de Préjano, La Rioja. Se sitúa en un pequeño altozano a los alrededores de la ciudad, y lo que hoy en día se conserva del castillo fue edificado hacia el siglo XV. Debido a su deterioro, experimentó una restauración desde 2007 hasta 2019. 

## Historia
Pese a que hoy en día solo se conserve la torre fuerte datada del siglo XV, lo cierto es que se sabe que hubo una fortificación anterior construida en el siglo XI. Por ello, la historia del castillo guarda gran relación con el pueblo en el que se encuentra, Préjano.
En el año 1151, Alfonso VII cedió la villa de Préjano y su castillo a Martín Fernández, probablemente como recompensa por sus servicios prestados como alcaide de Calahorra. Más adelante, en el año 1284, se sabe que Don Simón Ruiz vendió el castillo de Préjano junto al de Yanguas a la Orden de Calatrava. Cuatro años después, el edificio y la villa fueron cedidas indefinidamente a Vela Ladrón de Fuevara, un noble perteneciente al poderoso linaje navarro de los Vela.

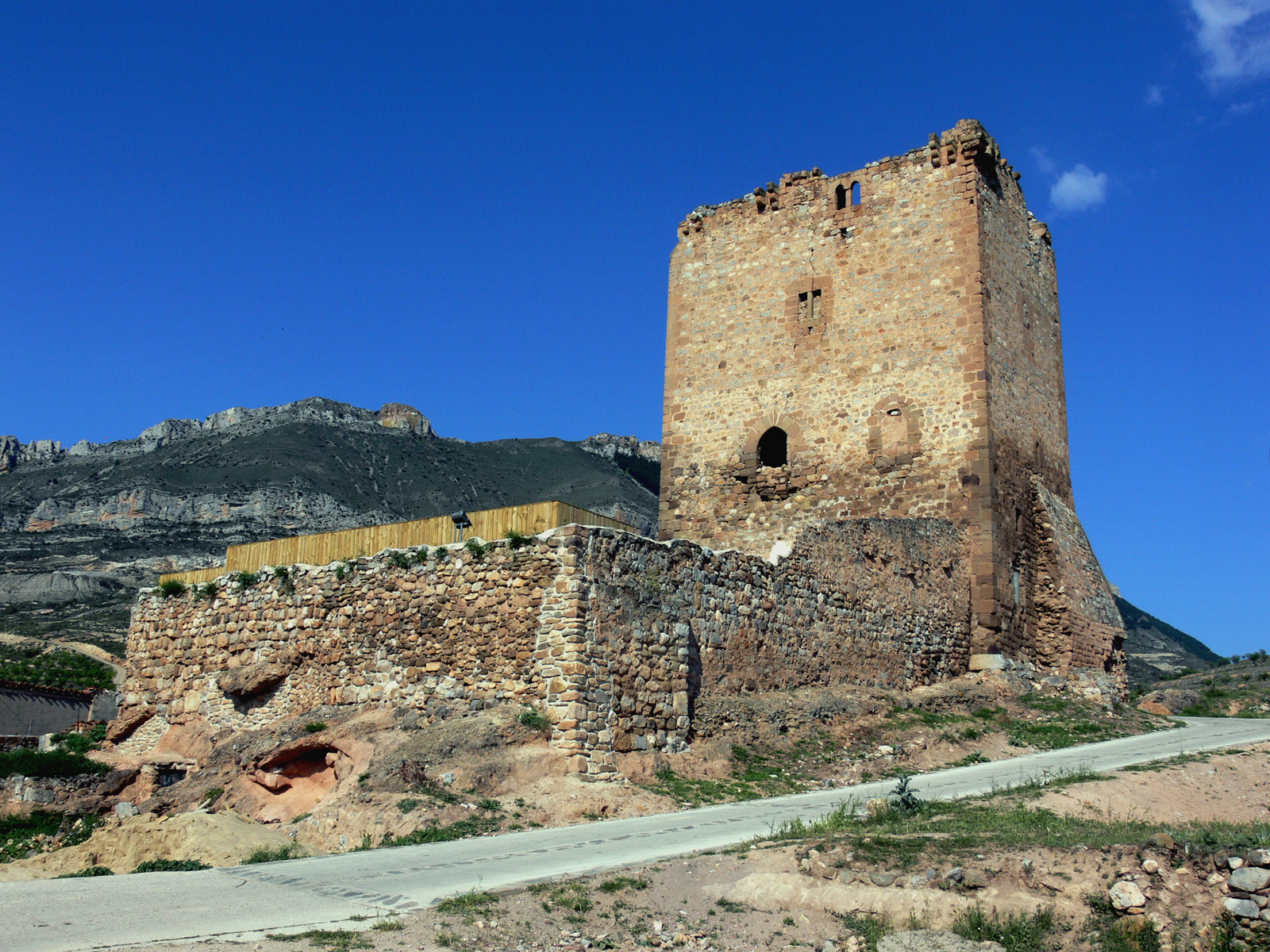
El castillo antes de la restauración

Ya en el siglo XV, durante el que fue construida la torre actual, el castillo pertenecía a Garci Franco de Valladolid. Sin embargo, el rey Enrique IV desposeyó a Franco del castillo, pues este se había unido a la facción conspiradora de su hermano, el infante Alfonso. Después de pasar por las manos García Manrique en 1565, la posesión del castillo retornó a la familia Franco. Hacia 1498, Antonio Franco era el señor de Préjano, y más tarde lo fueron los Marqueses de Gastáñaga.
En 1849, según el Diccionario geográfico-estadístico-histórico de España y sus posesiones de Ultramar, escrito por Pascual Madoz entre 1845 y 1850, Préjano estuvo en un pasado amurallado, aunque ya para entonces se conservaba solo la torre actual. También afirma que el patio del castillo se había estado utilizando como cementerio desde entonces, hecho que se mantuvo hasta mediados del siglo xx, cuando se construyó un cementerio a las afueras del pueblo.

## Descripción

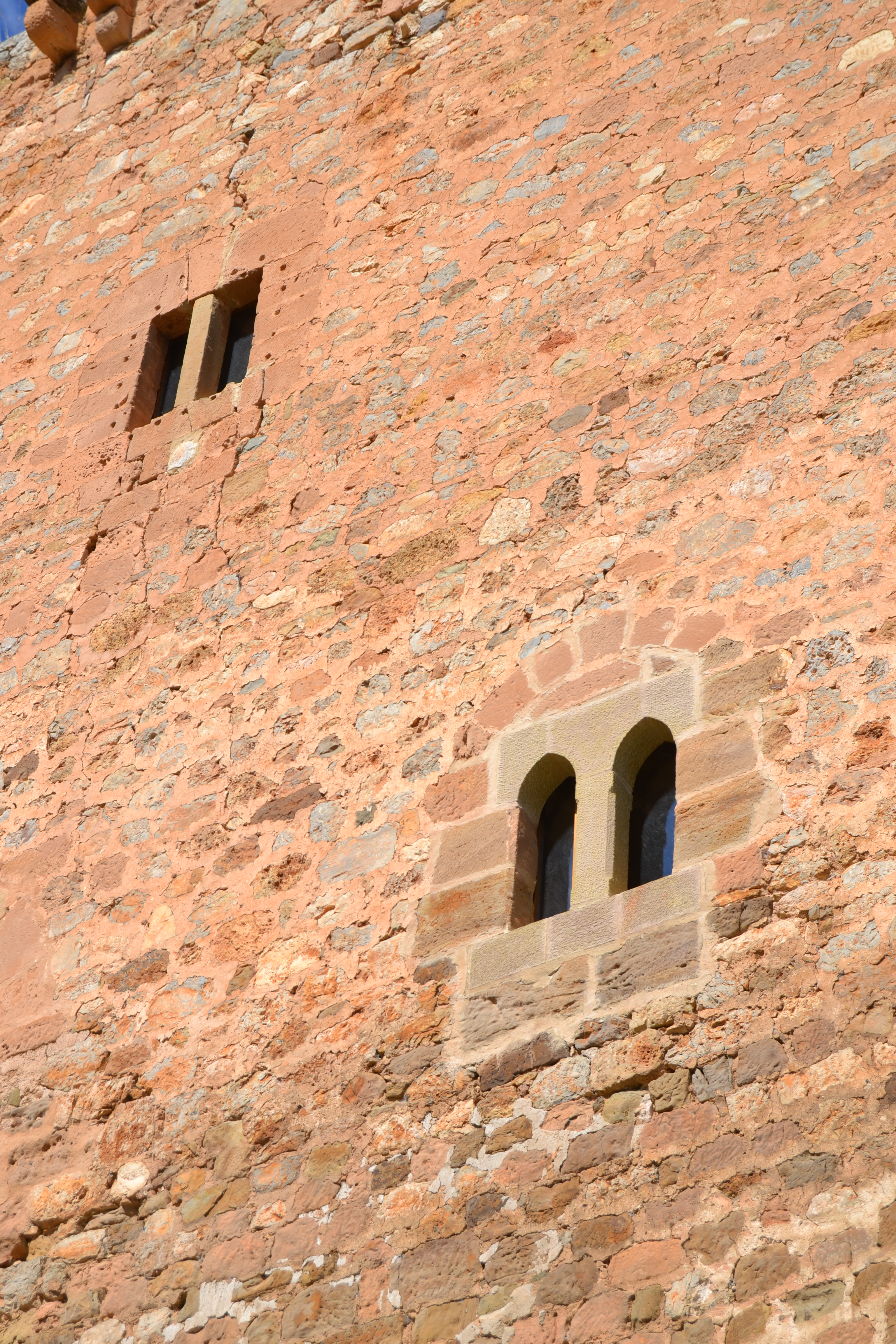
Detalle de la fachada

La torre fuerte principal que se observa a simple vista desde fuera es de planta pentagonal y sus muros son de mampostería. No obstante, la estructura se encuentra reforzada por sillares en sus aristas y por taludes en la base de la misma. Se accede a la torre mediante un arco apuntado cegado orientado hacia el sureste y a la altura de la segunda planta. Finalmente, edificio en su totalidad se encuentra rodeado por un recinto de planta rectangular cuyos muros son también de mampostería. Dicho recinto, como ya se menciona en la historia, estuvo siendo empleado como cementerio del pueblo hasta la construcción del nuevo.
Debido al deterioro de la torre, desde 2007 se llevó a cabo una restauración del edificio dividida en cinco fases, acabando la última de ellas en 2019. En dicha obra, además de las respectivas excavaciones e investigaciones arqueológicas, se facilitó una escalera que sube hasta la entrada del castillo y permite visitarlo por su interior y parte superior. El proyecto fue financiado parcialmente por la FEADER y por la Consejería de Agricultura, Ganadería y Medio Ambiente de La Rioja.